# Vuurijzer (munt)

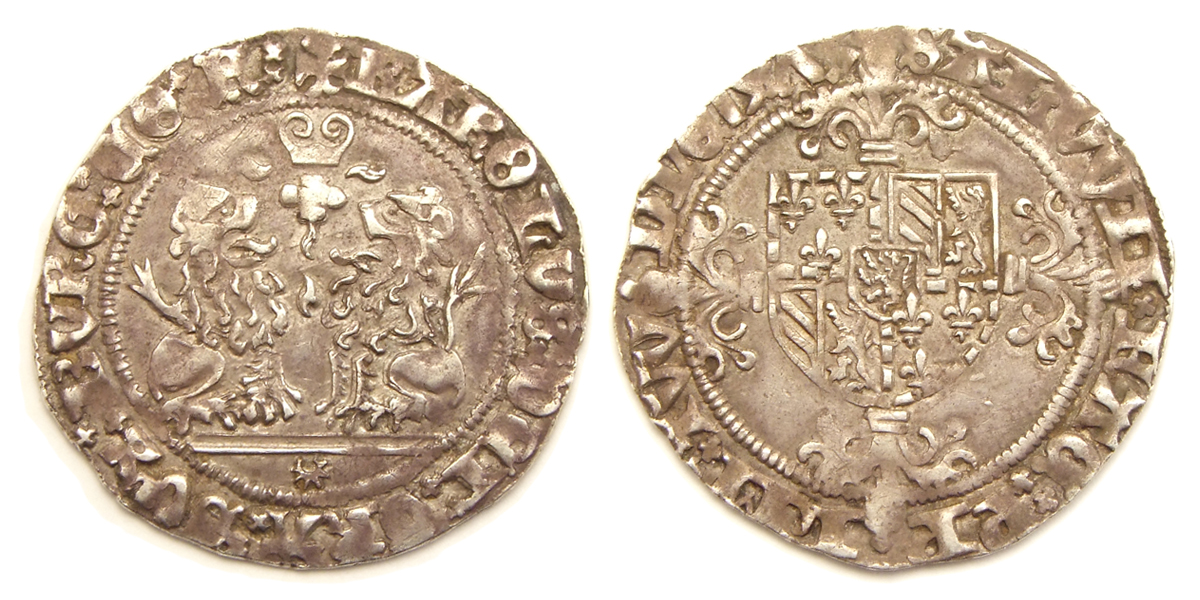
Dubbel vuurijzer, geslagen onder Karel de Stoute, hertog van Bourgondië. Voorzijde: Twee zittende leeuwen onder een vonkend vuurijzer.
Keerzijde: Bloemenkruis met het wapen van Bourgondië.

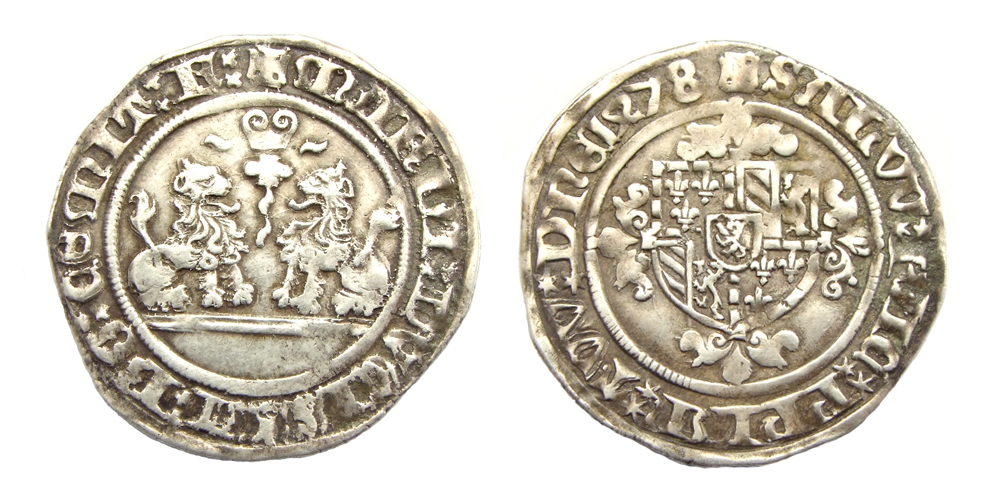
Dubbel vuurijzer, geslagen in 1478 onder Maria van Bourgondië. Voorzijde: Twee naar elkaar toegewende zittende leeuwen onder een vonkend vuurijzer. Keerzijde: Bloemenkruis met het wapen van Bourgondië.

Een vuurijzer of briquet is een zilveren munt die in 1474 werd geïntroduceerd door Karel de Stoute, Hertog van Bourgondië (2e emissie - 27 oktober 1474) met de waarde van één stuiver. Naast een heel vuurijzer werden ook halve en dubbele vuurijzers geslagen. De laatste vuurijzers werden geslagen onder Filips de Schone (6e emissie - 16 maart 1492).